# ジャッキー・フレージャー・ライド
ジャッキー・フレージャー・ライド（Jacqui Frazier-Lyde、1962年1月4日 - ）は、アメリカ合衆国・サウスカロライナ州ビューフォート出身の元女子プロボクサーである。
ジョー・フレージャーの愛娘。兄のマーヴィス、従兄のロドニーも元プロボクサー。3児の母。

## 来歴
大学時代はバスケットボール選手として活躍。
2000年に38歳でプロデビュー。
2001年6月8日には、モハメド・アリの娘であるレイラ・アリと対戦。かつての父親同士の因縁も相まって、話題になった。試合は判定負けでプロ初の敗北となった。
2002年7月27日、WIBFスーパーミドル級王座獲得。
2004年9月10日の試合を最後に引退。
現在は弁護士に転身。

## 戦績
15戦13勝(9KO)1敗1無効試合

## 獲得タイトル
- WIBA世界ライトヘビー級
- WIBFインターコンチネンタルスーパーミドル級
- WIBF世界スーパーミドル級
- GBU女子世界スーパーミドル級